# Juan XXIII
Juan XXIII (en latín: Ioannes PP. XXIII), de nombre secular Angelo Giuseppe Roncalli (Sotto il Monte, 25 de noviembre de 1881-Ciudad del Vaticano, 3 de junio de 1963), fue el 261.er papa de la Iglesia católica y el tercer soberano de la Ciudad del Vaticano desde el 28 de octubre de 1958 hasta su muerte.
En su dilatada labor apostólica, ocupó varios cargos de relevancia en la Iglesia católica en el período de preguerra. Como obispo titular de Areopoli y, más tarde, de Mesembria, desempeñó el cargo de visitador apostólico en Bulgaria desde 1925, luego como delegado apostólico en la misma Bulgaria desde 1931. Fue designado arzobispo titular de Mesembria y delegado apostólico en Turquía y Grecia el 30 de noviembre de 1934, cargo que desempeñó durante la mayor parte de la Segunda Guerra Mundial. A fines de 1944 fue designado nuncio apostólico en Francia, donde permaneció hasta 1953. Creado cardenal presbítero de Santa Priscila en el consistorio de ese año, fue patriarca de Venecia hasta su elección como sumo pontífice en el cónclave de 1958. Su pontificado, relativamente breve, fue sin embargo sumamente intenso.
Sus encíclicas Mater et magistra (1961) y Pacem in terris (1963), esta última escrita en plena guerra fría luego de la llamada crisis de los misiles de octubre de 1962, se convirtieron en documentos señeros que marcaron el papel de la Iglesia católica en el mundo actual. Pero el punto culminante de su trabajo apostólico fue, sin dudas, su iniciativa personal, apenas tres meses después de su elección como pontífice, de convocar el Concilio Vaticano II, que imprimió una orientación pastoral renovada en la Iglesia católica del siglo XX. Con todo, en el momento de su muerte acaecida el 3 de junio de 1963, apenas había transcurrido la primera de las etapas conciliares, que finalmente alcanzaron el número de cuatro. Sin haberse promulgado ningún documento bajo su pontificado, fue Pablo VI quien enfatizó los propósitos básicos del concilio y lo guio a través de las tres etapas conciliares siguientes hasta su final.
Caracterizado por un notable sentido del humor, en Italia se recuerda a Juan XXIII con el cariñoso apelativo de «Il Papa Buono» (‘el papa bueno’). Fue beatificado durante el «Gran Jubileo» del año 2000 por Juan Pablo II. El 5 de julio de 2013 el papa Francisco firmó el decreto que autorizó la canonización de san Juan XXIII, que se efectuó conjuntamente con la de Juan Pablo II el 27 de abril de 2014, según lo anunciado en el consistorio realizado el 30 de septiembre de 2013. A dicha ceremonia también asistió Benedicto XVI, entonces ya papa emérito. Junto a Pablo VI y a Juan Pablo II, es uno de los papas más recientes en ser venerado como santo.

## Ministerio sacerdotal

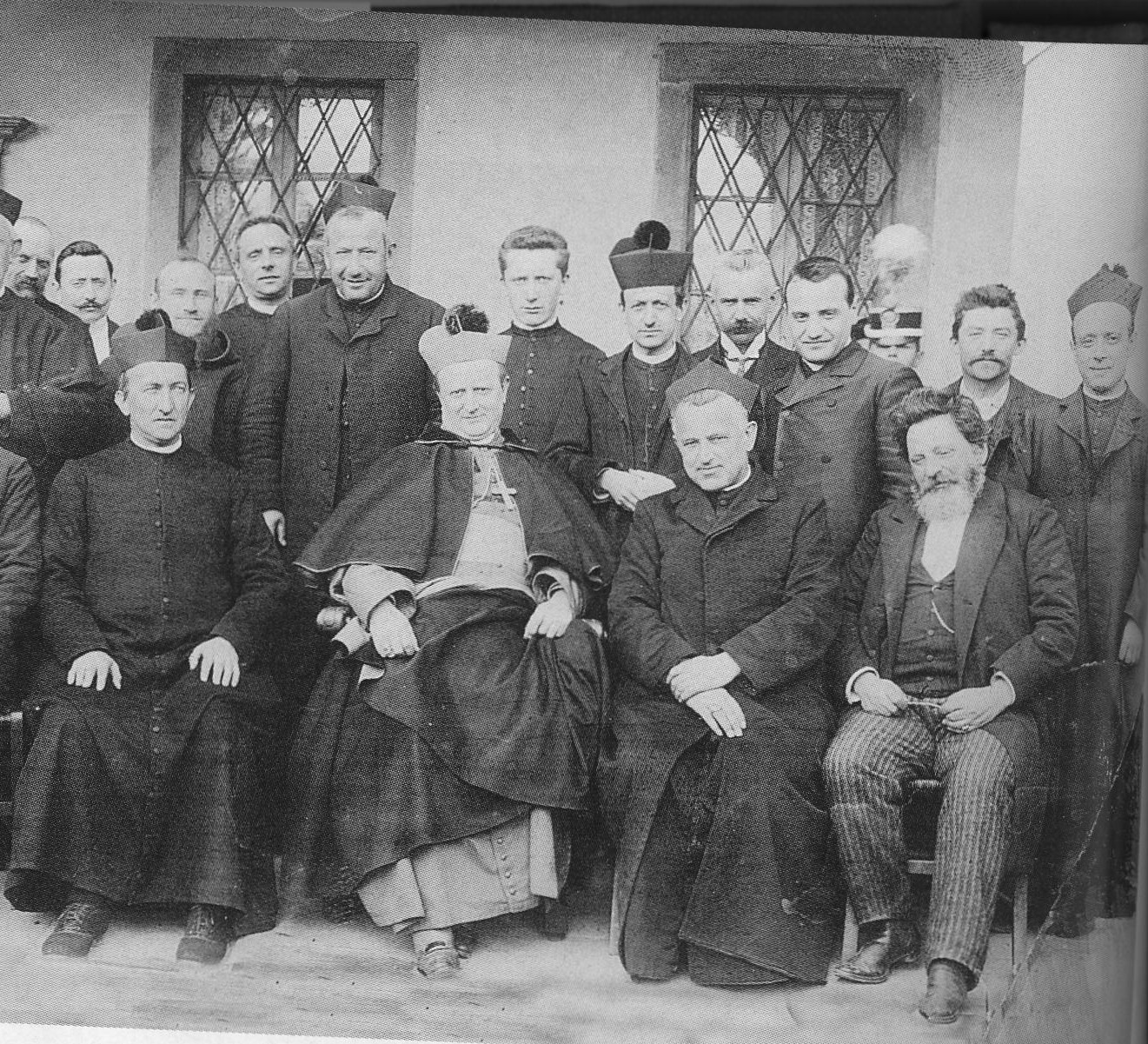
A la izquierda del obispo Radini-Tedeschi (tercero en la segunda fila) se encuentra Angelo Roncalli, futuro papa Juan XXIII.

Angelo Giuseppe Roncalli nació el 25 de noviembre de 1881 en Sotto il Monte, en Lombardía, Italia. Fue el cuarto de los trece hijos del matrimonio formado por Giovanni Battista Roncalli (1854–1935), de distante ascendencia noble, y Marianna Giulia Mazzolla (1854–1939). Trabajaban como aparceros. El ambiente religioso de su familia y la vida parroquial bajo la guía del padre Francesco Rebuzzini, le proporcionaron a Angelo formación cristiana.

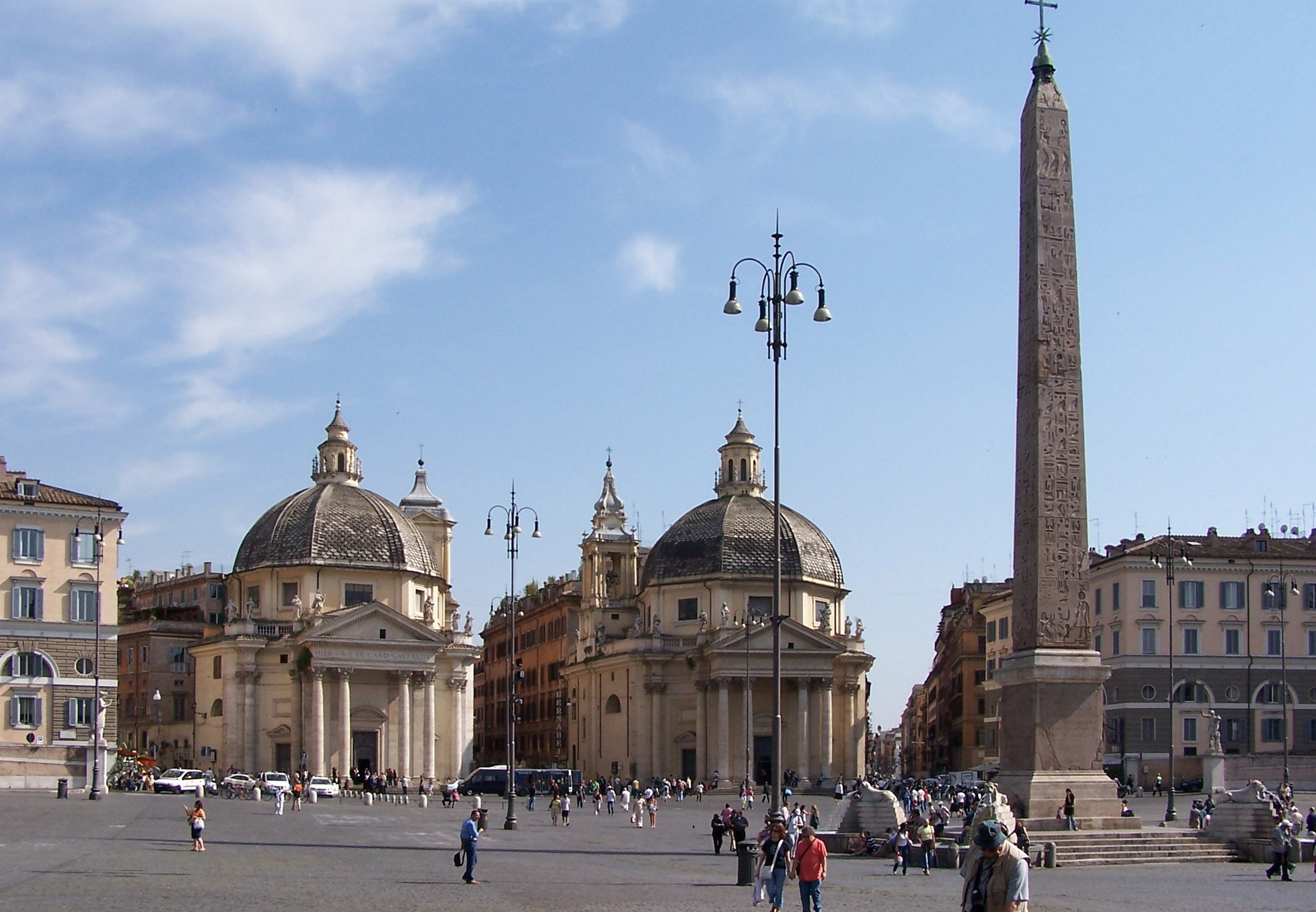
Piazza del Popolo. Allí se localiza la basílica de Santa María de Monte Santo, donde Roncalli fue ordenado sacerdote.

Roncalli entró en el seminario de Bérgamo en 1892 y recibió la tonsura dos años más tarde. En 1896 fue admitido en la Orden Franciscana Seglar por el director espiritual del seminario de Bérgamo, el padre Luigi Isacchi. Hizo una profesión de esa regla de vida el 23 de mayo de 1897. En septiembre de 1900 se trasladó a Roma para continuar su formación sacerdotal en el Pontificio Seminario Romano, formación interrumpida entre 1901 y 1902 por el servicio militar. El 13 de junio de 1903 se doctoró en Teología, frente a un tribunal constituido entre otros por Eugenio Pacelli. El 10 de agosto de 1904 fue ordenado sacerdote en la basílica de Santa María de Monte Santo, en la Piazza del Popolo. En 1905, fue nombrado secretario del obispo de Bérgamo, Giacomo Radini-Tedeschi, un pastor impulsado por un fuerte compromiso por los desamparados. Al año siguiente se le encargó la enseñanza de Historia y Patrología en el seminario de Bérgamo. Ocupó estos puestos hasta la muerte de «su» obispo, como siempre recordaría a Radini-Tedeschi, acaecida en 1914.
Durante la Primera Guerra Mundial, ejerció primero como sargento médico y más tarde como capellán militar. En diciembre de 1920, fue llamado desde Roma por el papa Benedicto XV para ocupar el cargo de presidente para Italia del Consejo Central de la Obra Pontificia de la Propagación de la Fe, y en 1921 fue designado prelado doméstico por Benedicto XV.

## Ministerio episcopal

### Arzobispo y delegado apostólico
El papa Pío XI lo designó simultáneamente arzobispo de Areopoli y enviado oficial para Bulgaria el 3 de marzo de 1925. El 19 de marzo, fue consagrado arzobispo titular de Areopoli. Eligió como su lema episcopal "Obedientia et Pax", divisa que tomó del cardenal Caesar Baronius, de quien había escrito un libro y a quien consideraba modelo de obispo. En Bulgaria, realizó su labor apostólica visitando las comunidades católicas y estableciendo relaciones de respeto y estima con otras comunidades cristianas, en especial de la Iglesia ortodoxa. En una ocasión en Bulgaria fue a visitar a unos heridos internados en un hospital católico que trataba gratuitamente a todas las personas, independientemente de su religión. Estos heridos fueron víctimas de un atentado contra el rey Boris III en una catedral ortodoxa de Sofía, siendo ortodoxos que frecuentaban su lugar de culto. El rey búlgaro quedó tan impresionado que lo recibió en audiencia privada, siendo un acto inédito porque los visitadores apostólicos no gozaban de ningún estatuto diplomático y las relaciones entre la minoría católica y la mayoría ortodoxa eran muy tensas. Hechos como este constituyeron las bases de la futura delegación apostólica. En efecto, su labor fue tan fructífera que se lo designó delegado apostólico para Bulgaria el 16 de octubre de 1931.

Cuando Mons. Roncalli se despidió del pueblo búlgaro en noviembre de 1934, después de diez años de permanencia en aquel país, les dijo así: «Dondequiera que yo tenga que estar por el mundo, si alguno de Bulgaria pasa por delante de mi casa, de noche, en condiciones angustiosas, encontrará en mi ventana una luz encendida. ¡Llama! ¡Llama! No te preguntaré si eres católico o no.»
José María Cabodevilla

El 30 de noviembre de 1934 fue designado arzobispo titular de Mesembria, delegado apostólico para Turquía —vicario apostólico de Estambul, antigua Vicaría Apostólica de Constantinopla—, y Delegado Apostólico para Grecia. Desde Estambul, atendió los asuntos relativos a ambos países y estableció una oficina para localizar a los prisioneros de guerra. Por cuestiones territoriales, Grecia estaba en conflicto constante con Turquía, y mantenía una mala relación con la Iglesia católica. Roncalli fue quien introdujo la lectura del Evangelio en turco, y logró acortar las distancias entre la Santa Sede y las jerarquías ortodoxa y musulmana.
Durante la Segunda Guerra Mundial, su intervención para socorrer a miles de judíos de la persecución nazi mientras servía como delegado apostólico en Turquía fue proverbial.
El 23 de diciembre de 1944, el papa Pío XII lo nombró nuncio apostólico en Francia. Contribuyó a normalizar la organización eclesiástica de Francia, desestabilizada por los obispos acusados de colaborar con los alemanes. Gracias a su cortesía, sencillez, buen humor y amabilidad pudo resolver los problemas y conquistar el corazón de los franceses y de todo el Cuerpo diplomático. De los 87 prelados católicos acusados inicialmente de colaboracionismo con el régimen de Vichy, finalmente solo tres fueron removidos de sus sedes, merced a las gestiones de Roncalli que superaban los formalismos diplomáticos.

### Cardenal y patriarca de Venecia
El 12 de enero de 1953 el papa Pío XII lo creó cardenal presbítero con el título de Santa Prisca, siendo designado tres días después como patriarca de la diócesis de Venecia. Durante los seis años en que permaneció en ese cargo, tuvo un desempeño esencialmente pastoral, impulsando el sínodo diocesano.
Del 15 al 30 de julio de 1954, el cardenal Roncalli peregrinó a España, con ocasión del Año santo jacobeo. Visitó, entre otros lugares, San Sebastián, Pamplona, Javier, Bilbao, Comillas, Covadonga, Oviedo, Gijón, Lugo, Santiago de Compostela (alojándose en el C.M. La Estila), León, Salamanca, Ávila, Valladolid, Soria, Zaragoza (alojándose en el C.M. Miraflores), Lérida, Montserrat y Barcelona.
Como patriarca de Venecia, solía navegar por los canales de la ciudad sin la vestimenta de cardenal, y detenerse para hablar con los gondoleros, las prostitutas y menesterosos, quienes le contaban sus problemas. Su forma de ejercicio del poder se caracterizó por el servicio y el perdón.

Era patriarca de Venecia. Supo que uno de sus sacerdotes llevaba una vida turbia y que frecuentaba un lugar poco digno para un eclesiástico. Pudo suspenderle en sus funciones; pudo aplastarle con su poder; pudo ejercer toda la fuerza de su autoridad. Pero ¿qué hizo? Lo esperó un día en el lugar que solía frecuentar. El sacerdote palidece. El patriarca lo toma del brazo y con naturalidad le pide que le acompañe al palacio. Y una vez en su despacho se arrodilla ante el sacerdote caído y le pide: «Por favor, confiéseme». Y lo hace con toda humildad y naturalidad.

El sacerdote lo absuelve y el patriarca abrazándolo le dice: «Hijo mío, me gustaría que reflexionases acerca del don maravilloso que Dios te ha dado de perdonar los pecados a los hombres, incluso a tu mismo arzobispo. Que esto te anime a evitar lo más posible el pecado en tu misma vida y como gratitud a Cristo».
Juan Arias, El Dios en quien no creo

## Pontificado

### Elección

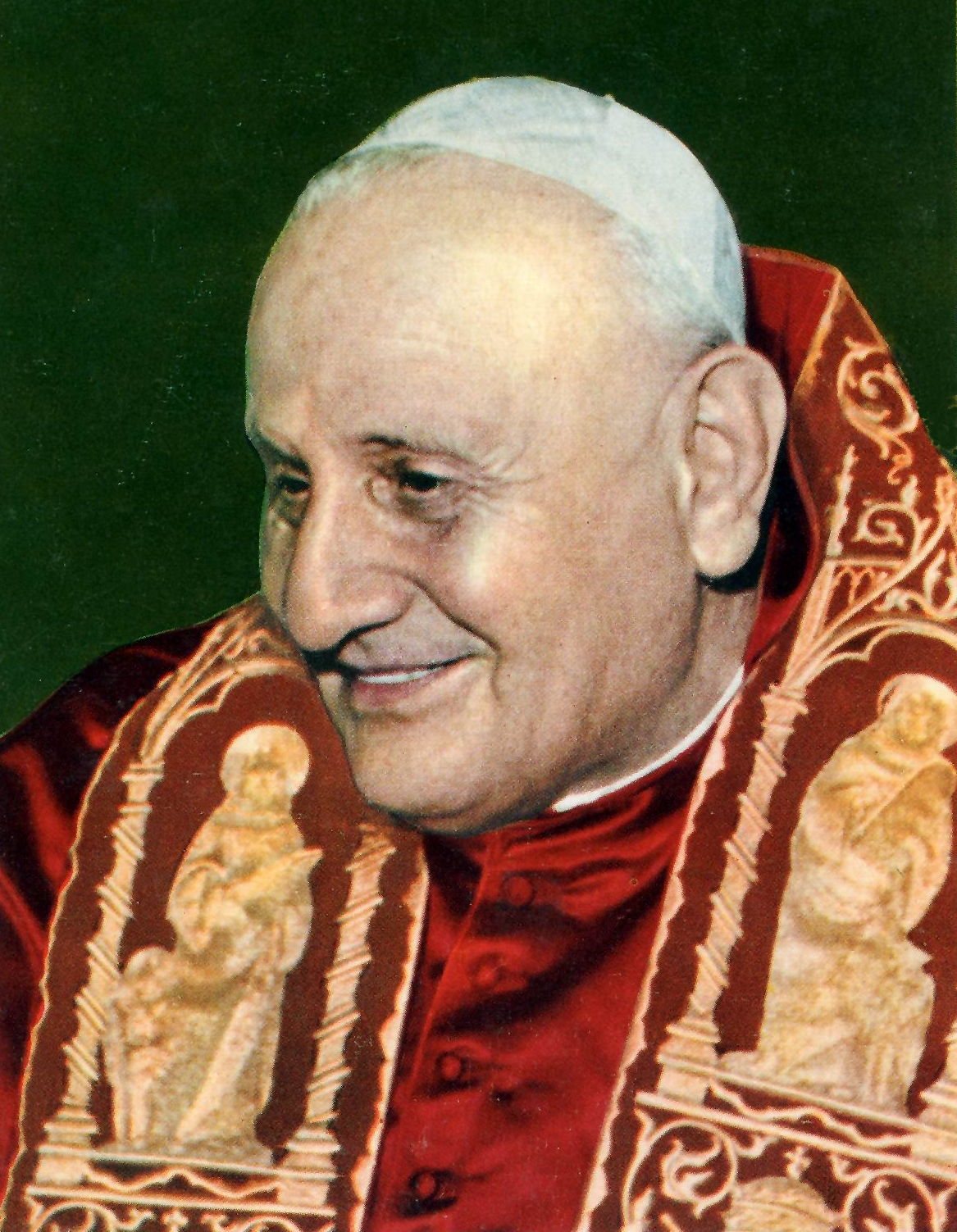
Juan XXIII en 1959

El 28 de octubre de 1958, en el cuarto día del cónclave y contando con casi 77 años, Roncalli fue elegido papa ante la sorpresa de todo el mundo. Escogió el nombre de Juan (nombre de su padre y del patrón de su pueblo natal, aunque escogió este nombre en razón de Juan el Bautista y Juan el Evangelista).

Elijo Juan... un nombre dulce para nosotros porque es el nombre de nuestro padre, querido para mí porque es el nombre de la humilde iglesia parroquial donde fui bautizado, el nombre solemne de innumerables catedrales esparcidas por todo el mundo, incluyendo nuestra propia basílica San Juan de Letrán. Veintidós Juanes de legitimidad indiscutible (que han sido papas), y casi todos tuvieron un breve pontificado. Hemos preferido ocultar la pequeñez de nuestro nombre detrás de esta magnífica sucesión de papas romanos. Amamos el nombre de Juan, porque nos recuerda a Juan el Bautista, precursor de nuestro Señor... y al otro Juan, el discípulo y evangelista, quien dijo: «Hijos míos, amaos los unos a los otros, amaos unos a otros porque este es el gran mandamiento de Cristo». Tal vez podamos, tomando el nombre de esta primera serie de papas santos, tener algo de su santidad y fortaleza de espíritu, incluso -si Dios lo quiere- hasta el derramamiento de la propia sangre.
Juan XXIII

Fue entronizado el 4 de noviembre (21 días antes de su cumpleaños 77) por el cardenal Nicola Canali, protodiácono de San Nicola in Carcere Tulliano. 

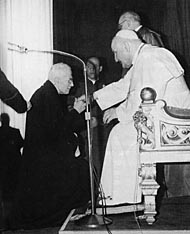
Fotografía de Santiago Alberione saludando al papa Juan XXIII. Para «llevar la Palabra de Dios a todos los pueblos y gentes», el padre Alberione fundó en 1924 la Sociedad Bíblica Católica Internacional, que fue aprobada solemnemente por Juan XXIII en 1960.

Después del largo pontificado de su predecesor Pío XII, los cardenales parecieron escoger un papa de transición a causa de su avanzada edad y de su modestia personal. En referencia a la expresión «papa de transición», su secretario personal comentó:

Ni siquiera debe leerse en sentido negativo esta calificación, porque ahí estaban sus 77 años, y él mismo afirmó: «No puedo mirar demasiado lejos en el tiempo». Sabía que era ya un anciano, no se preocupaba de lo que podría hacer. Habituado a vivir comunitariamente y a no considerar los problemas desde el punto de vista personal, citando a Tibulo, decía Est nobis voluisse satis, para el honor de un hombre es ya mucho haber concebido una empresa, haber pensado, ideado, iniciado algo. Recuerdo su comentario a mi perplejidad y a mi falta de entusiasmo cuando me comunicó la idea del Concilio. Me dijo: «No hay que preocuparse de sí mismo y de quedar bien. En la concepción de las grandes empresas basta con el honor de haber sido providencialmente invitados. Hemos sido llamados a poner en marcha, no a concluir».
Loris Francesco Capovilla

Ni los cardenales ni el resto de la Iglesia esperaban que el temperamento alegre, la calidez y la generosidad del papa Juan XXIII cautivaran los afectos del mundo de una forma en que su predecesor no pudo. Al igual que Pío XI pensaba que el diálogo era la mejor forma para dar solución a un conflicto.
Enseguida empezó una nueva forma de ejercer el papado. Fue el primero desde 1870 que ejerció su ministerio de obispo de Roma visitando personalmente las parroquias de su diócesis. Al cabo de dos meses de haber sido elegido, dio ejemplo de obras de misericordia: por Navidad visitó los niños enfermos de los hospitales Espíritu Santo y Niño Jesús; al día siguiente fue a visitar los prisioneros de la cárcel Regina Coeli.

### Gobierno papal

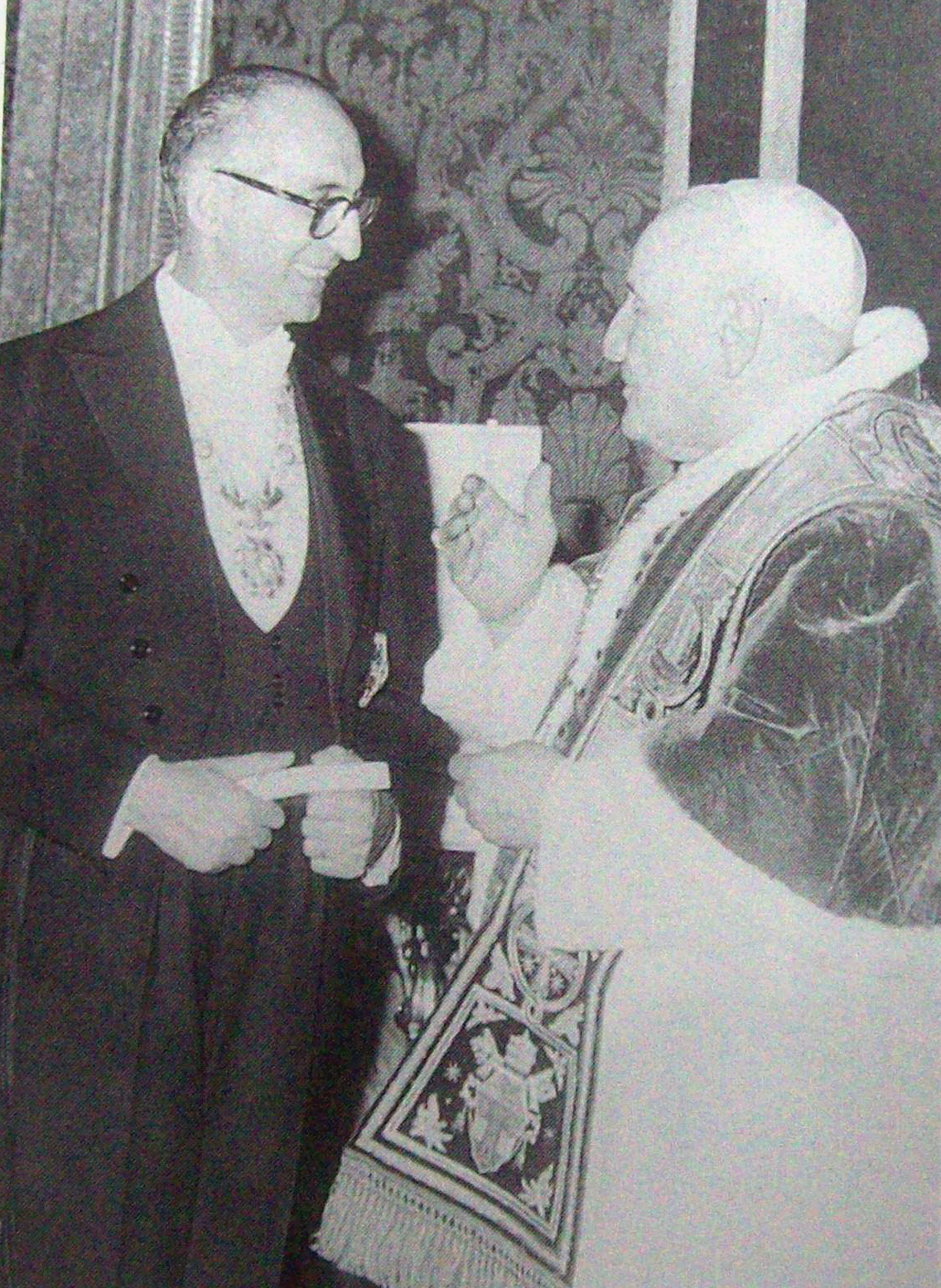
En una visita a Europa, el presidente de Argentina, Arturo Frondizi visitó la Ciudad del Vaticano y conoció al papa, quien le dio el apodo de "el estadista de América", también le dijo que en Italia hacían falta políticos como él.

En su primera medida de gobierno como papa, que le enfrentó con el resto de la curia, redujo los altos estipendios –y la vida de lujo que, en ocasiones, llevaban los obispos y cardenales–. Asimismo, dignificó las condiciones laborales de los trabajadores del Vaticano, que hasta ese momento carecían de muchos de los derechos de los trabajadores de Europa, y además eran retribuidos con bajos salarios.
Tres meses después de su elección, el 25 de enero de 1959, en la basílica de San Pablo Extramuros y ante la sorpresa de todo el mundo anunció el XXI Concilio Ecuménico –que posteriormente fue llamado Concilio Vaticano II–, el I Sínodo de la diócesis de Roma y la revisión del Código de Derecho Canónico. Este Concilio fue inspirado en la figura del papa Pío IX, precursor del Concilio Vaticano I y quien, según Juan XXIII, nadie en la historia de la Iglesia había sido tan amado y tan odiado a la vez.
Durante su pontificado nombró 37 nuevos cardenales, entre los cuales por primera vez un tanzano, un japonés, un filipino, un venezolano, un uruguayo y un mexicano.
En 1962 el papa Juan XXIII aprobó la instrucción Crimen sollicitationis (en español "delito de solicitación") en la que la Sagrada Congregación del Santo Oficio (actualmente "Dicasterio para la Doctrina de la Fe") fijaba los procedimientos para afrontar casos de clérigos (sacerdotes u obispos) de la Iglesia católica acusados de hacer uso del Sacramento de la Penitencia para llevar a cabo acercamientos de índole sexual con los fieles, así como los correspondientes castigos por estos actos; las normas que establecía eran más concretas que aquellas incluidas en el Código de Derecho Canónico. En ella se recordaba que el penitente víctima de este delito estaba obligado a denunciar en sede eclesiástica al confesor que le hiciera proposiciones deshonestas.
El 3 de enero de 1962 se difundió la noticia de que el líder cubano Fidel Castro habría sido excomulgado por la Santa Sede en una iniciativa amparada en condenas decretadas por el papa Pío XII en 1949 a todo aquel que difundiera el comunismo, y se atribuyó a Juan XXIII tal decisión. La noticia se divulgó en el marco de uno de los momentos más críticos en la relación entre Cuba y la Santa Sede. Con todo, el especialista vaticano Andrea Tornielli confirmó en nota en el Vatican Insider del periódico La Stampa que no existió ninguna excomunión ad personam para Fidel Castro, ni Juan XXIII tomó ninguna decisión en ese sentido.

### Encíclicas
Juan XXIII escribió ocho encíclicas en total, según el siguiente orden cronológico:
- Ad Petri Cathedram (29 de junio de 1959);
- Sacerdotii Nostri Primordia (1 de agosto de 1959);
- Grata Recordatio (26 de septiembre de 1959);
- Princeps Pastorum (28 de noviembre de 1959);
- Mater et Magistra (15 de mayo de 1961);
- Aeterna Dei Sapientia (11 de noviembre de 1961);
- Paenitentiam Agere (1 de julio de 1962);
- Pacem in terris (11 de abril de 1963).

Su magisterio social en las encíclicas Mater et Magistra y Pacem in terris fue profundamente apreciado. En ambas pastorales se insiste sobre los derechos y deberes derivados de la dignidad del hombre como criatura de Dios.
La encíclica Pacem in terris fue dirigida no solo a los católicos, sino «a todos los hombres de buena voluntad». Escrita en plena guerra fría luego de la crisis de los misiles en Cuba de octubre de 1962, la encíclica contiene un rechazo incondicional de la carrera de armamentos y de la guerra en sí misma. Sostiene que en la era atómica resulta impensable que la guerra se pueda utilizar como instrumento de justicia. Esto, a su vez, implicó una virtual abolición del concepto de guerra justa.

[...] la justicia, la recta razón y el sentido de la dignidad humana exigen urgentemente que cese ya la carrera de armamentos; que, de un lado y de otro, las naciones que los poseen los reduzcan simultáneamente; que se prohíban las armas atómicas; que, por último, todos los pueblos, en virtud de un acuerdo, lleguen a un desarme simultáneo, controlado por mutuas y eficaces garantías.

[...] en nuestra época, que se jacta de poseer la energía atómica, resulta un absurdo sostener que la guerra es un medio apto para resarcir el derecho violado.
Juan XXIII, Pacem in terris, 112 y 127

### Carácter ecuménico
Uno de los principales rasgos del pontificado de Juan XXIII fue su carácter ecuménico, en línea con toda su trayectoria pastoral anterior. La convocatoria al Concilio Vaticano II coincidió y no por mera casualidad, con el octavario de oración por la unidad de los cristianos. Además del carácter esencialmente ecuménico del concilio, Juan XXIII desarrolló un conjunto de iniciativas tendentes a superar las diferencias existentes entre las distintas confesiones cristianas. El 2 de diciembre de 1960, recibió la visita en la Ciudad del Vaticano del arzobispo de Canterbury, Geoffrey Francis Fisher, con quien permaneció reunido durante una hora. Era la primera vez en más de cuatrocientos años, desde la excomunión de Isabel I, que la máxima autoridad de la Iglesia de Inglaterra se reunía con el papa. Esa reunión inauguró una transición, de una etapa de divergencia a otra de convergencia con la actual Comunión anglicana. También recibió a la reina Isabel II, y a personalidades de la Iglesia presbiteriana de Escocia y de la Iglesia episcopaliana. La creación del Secretariado para la promoción de la unidad de los cristianos, con el cardenal Augustin Bea al frente, tuvo una incidencia decisiva, no solo en el desarrollo de las relaciones ecuménicas y en el diálogo con los no cristianos, en particular en las relaciones católico-judías, sino también el propio Concilio Vaticano II.

### Concilio Vaticano II

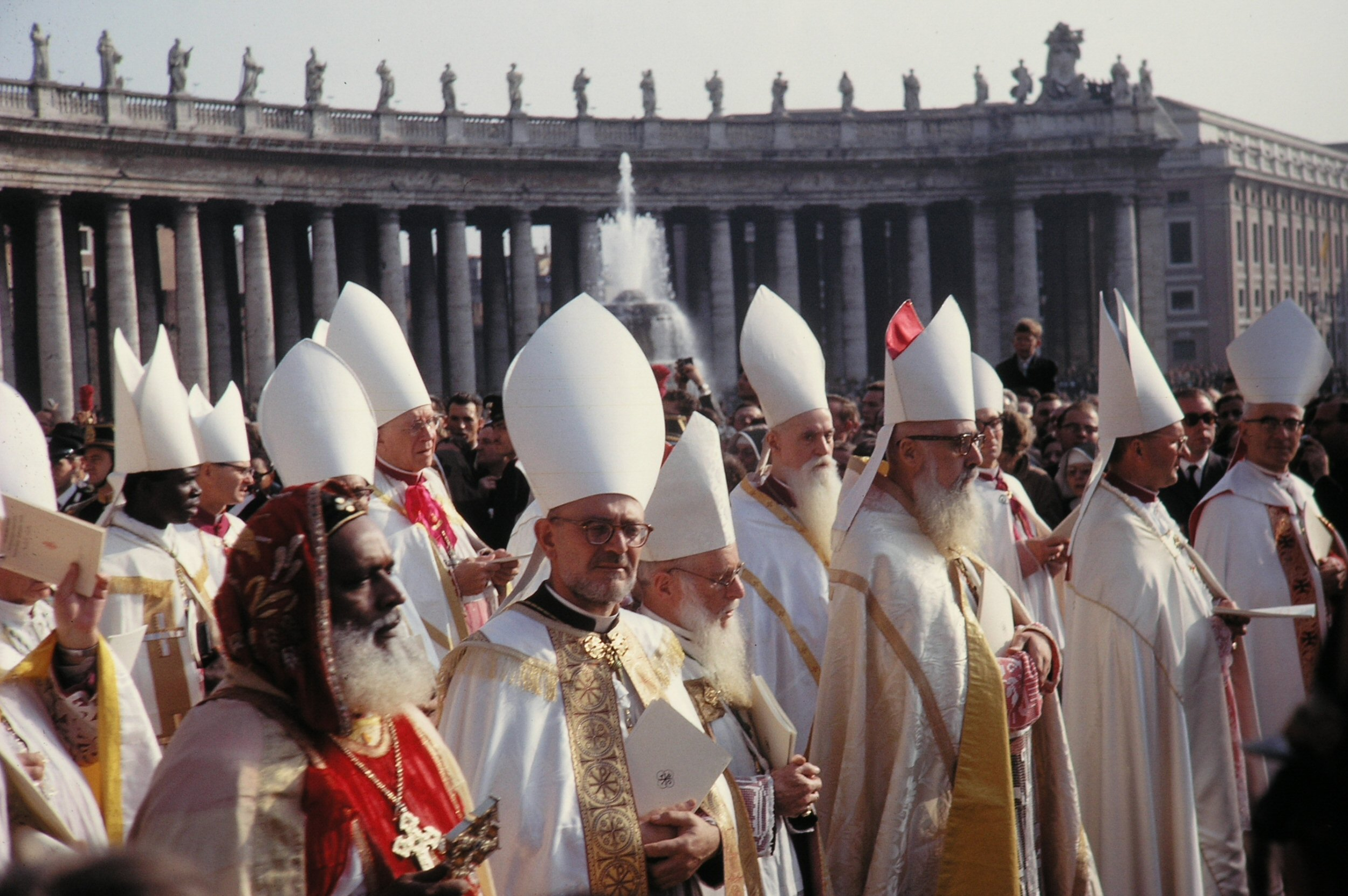
Padres conciliares en la plaza de San Pedro, con motivo del Concilio Vaticano II convocado por Juan XXIII

El 11 de octubre de 1962 el papa Roncalli abrió el Concilio Vaticano II en San Pedro. Este Concilio cambiaría el rostro del catolicismo: una nueva forma de celebrar la liturgia –más cercana a los fieles–, un nuevo acercamiento al mundo y un nuevo ecumenismo. Respecto de esto último, Juan XXIII había creado en 1960 el Secretariado para la promoción de la unidad de los cristianos, una comisión preparatoria al Concilio que más tarde permanecería bajo el nombre de Consejo Pontificio para la Unidad de los Cristianos. Era la primera vez que la Santa Sede creaba una estructura consagrada únicamente a temas ecuménicos. Para la presidencia de ese organismo el papa designó al cardenal Augustin Bea, quien luego se convertiría en una de las figuras determinantes del Concilio Vaticano II.
Desde la apertura del Concilio, el papa Juan XXIII enfatizó la naturaleza pastoral de sus objetivos: no se trataba de definir nuevas verdades ni condenar errores, sino que era necesario renovar la Iglesia para hacerla capaz de transmitir el Evangelio en los nuevos tiempos (un aggiornamento), buscar los caminos de unidad de las Iglesias cristianas, buscar lo bueno de los nuevos tiempos y establecer diálogo con el mundo moderno centrándose primero "en lo que nos une y no en lo que nos separa".
Al Concilio fueron invitados como observadores miembros de diversos credos, desde creyentes islámicos hasta indios americanos, al igual que miembros de todas las Iglesias cristianas: ortodoxos, anglicanos, cuáqueros, y protestantes en general, incluyendo, evangélicos,  metodistas y calvinistas no presentes en Roma desde el tiempo de los cismas.

### Canonizaciones
Juan XXIII canonizó a:
- San Martín de Porres, primer santo negro de América (6 de mayo de 1962);
- San Pedro Julián Eymard (9 de diciembre de 1962);
- San Vicente Pallotti (20 de enero de 1963).

## Su muerte, reconocimientos y canonización

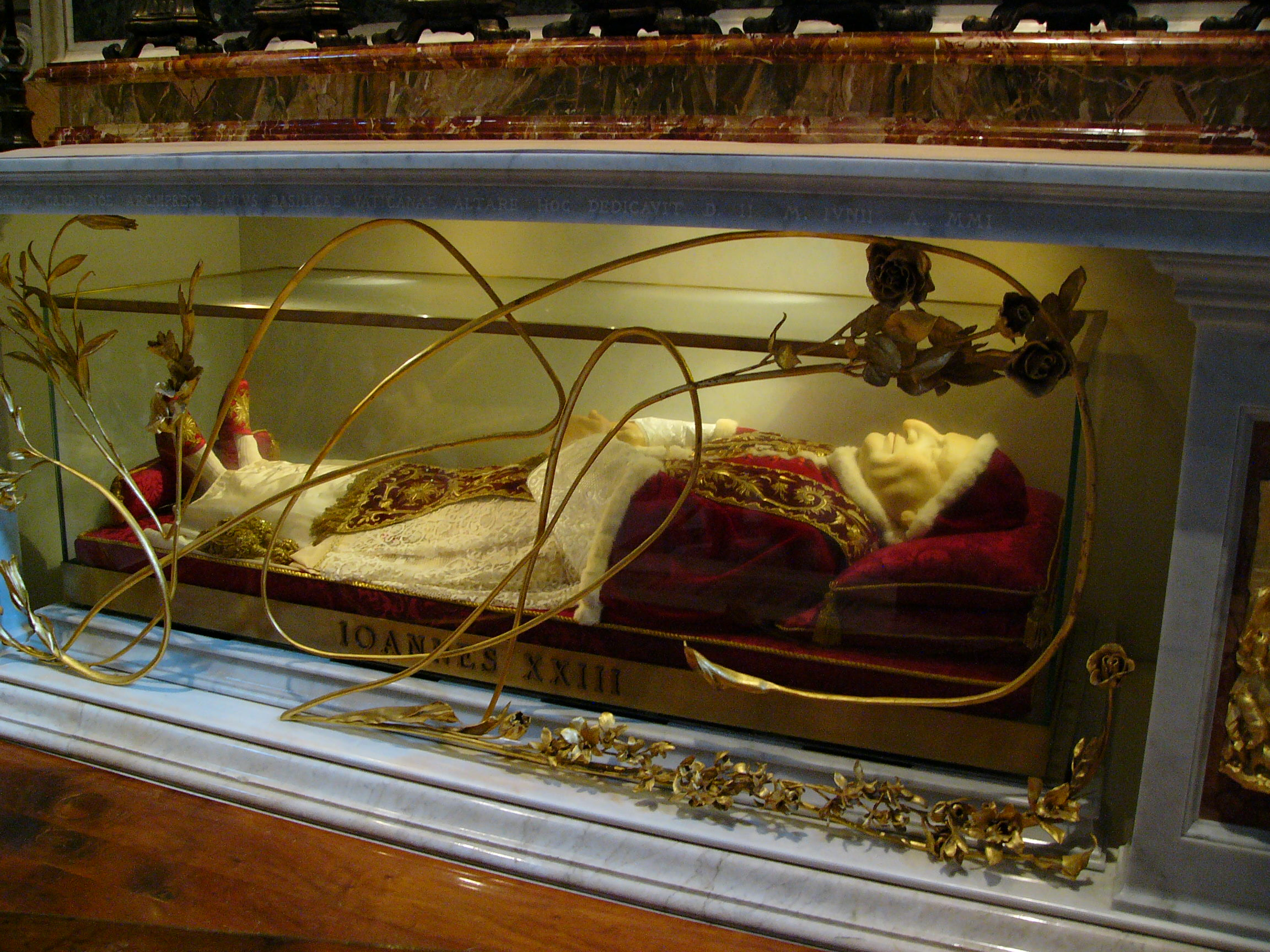
El cuerpo de Juan XXIII, en su sarcófago ubicado en la Basílica de San Pedro.

El 23 de mayo de 1963 se anunció públicamente la enfermedad del papa: cáncer de estómago que, según su secretario Loris Francesco Capovilla, le fue diagnosticado en septiembre de 1962. El papa no quiso dejarse operar temiendo que el rumbo del Concilio se desviara de lo estipulado. Así, el mismo pontífice estaba firmando su sentencia de muerte.
El 10 de mayo de 1963 se le concedió el premio Balzan, que incluyó el voto favorable de los delegados soviéticos, en reconocimiento a su actividad en favor de la paz y la fraternidad entre los hombres. Ante el avance de su enfermedad, se trató de convencerlo de no asistir, a lo que Juan XXIII contestó:

«¿Por qué no? ¿Qué otra cosa podría ser más hermosa para un padre que morir en medio de sus hijos reunidos?»

Al fin, después de sufrir esa grave enfermedad, el papa Juan XXIII murió en Roma el 3 de junio de 1963, hacia las dos y cincuenta. Finalizó sus días sin ver concluida su obra mayor, a la que él mismo consideró la puesta al día de la Iglesia. En la memoria de muchos, el papa Juan XXIII ha quedado como "el papa bueno" o como "el papa más amado de la historia".
El 3 de diciembre de 1963, el presidente Lyndon B. Johnson concedió a Juan XXIII a título póstumo la Medalla Presidencial de la Libertad, la más alta condecoración civil de los Estados Unidos. En su discurso del 6 de diciembre de 1963, Johnson dijo:

He determinado también otorgar la Medalla Presidencial de la Libertad a título póstumo a otro hombre noble cuya muerte lamentamos hace 6 meses: su santidad, el papa Juan XXIII. Él era un hombre de orígenes sencillos, de fe sencilla, de caridad sencilla. En esta ensalzada sede, él seguía siendo el pastor gentil. Creía en el debate y en la persuasión. Respetaba profundamente la dignidad del hombre. Él le dio al mundo declaraciones inmortales sobre los derechos del hombre, sobre las obligaciones de los hombres entre sí, sobre su deber de luchar por una comunidad mundial en la que todos puedan vivir en paz y amistad fraterna. Su bondad atravesó los límites temporales para calentar los corazones de los hombres de todas las naciones y de todas las religiones.

Pablo VI, sucesor de Juan XXIII en el pontificado, inició su proceso de canonización en 1965, luego de la clausura del Concilio Vaticano II. Juan XXIII fue beatificado por Juan Pablo II el 3 de septiembre de 2000, junto con el papa Pío IX. Su fiesta litúrgica quedó fijada el 11 de octubre, día de la apertura del Concilio Vaticano II.
Cuando su cuerpo fue exhumado en el año 2000, corrió el rumor de que se hallaba incorrupto, pero fuentes de la Santa Sede lo negaron, recordando que había sido embalsamado. Sus restos descansan en la basílica de San Pedro, en Roma. 

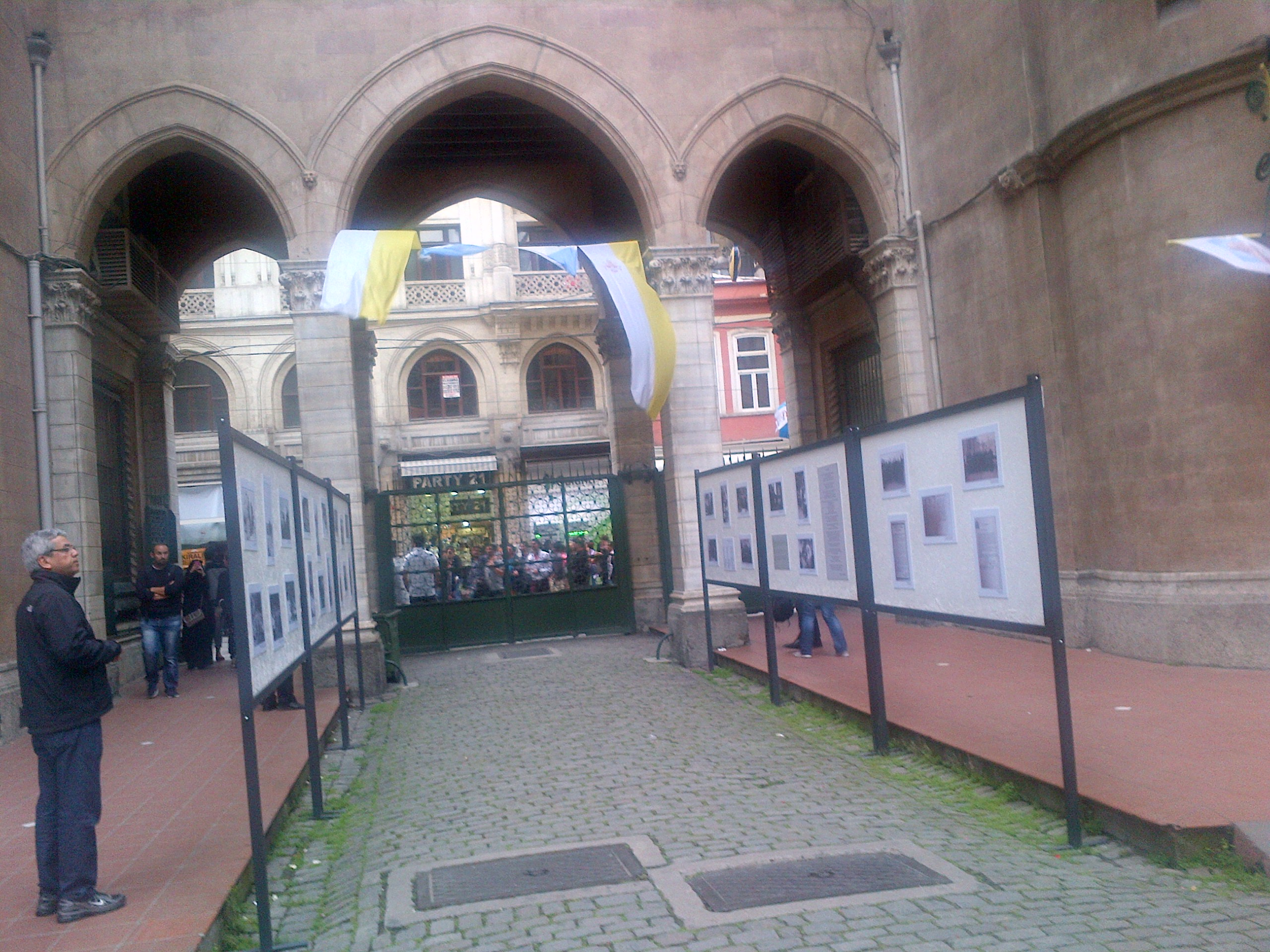
Una exposición en junio de 2014, para conmemorar al papa Juan XXIII en la Iglesia de Sent Antuan en Estambul, Turquía.

Juan XXIII también es honrado por muchas organizaciones protestantes como un reformador cristiano. La Iglesia de Inglaterra lo considera santo y tanto los anglicanos como los protestantes lo conmemoran como "renovador de la Iglesia". El Calendario de Santos Luterano celebra su festividad el 3 de junio a partir del calendario de la Iglesia evangélica luterana en Estados Unidos.
Pier Paolo Pasolini le dedicó una de sus películas, El Evangelio según San Mateo.
La tumba que ocupó Juan XXIII hasta el año 2000 ha sido ocupada, primero, por el papa Juan Pablo II, fallecido el 2 de abril de 2005 hasta el 29 de abril de 2011 cuando fue exhumado para su beatificación, y desde 2023, por el papa Benedicto XVI, fallecido el 31 de diciembre de 2022 ya como papa emérito.
La prensa italiana informó que la Congregación para las Causas de los Santos de la Santa Sede aprobó el 2 de julio de 2013 los milagros conducentes a las canonizaciones de Juan Pablo II y Juan XXIII.
El 5 de julio de 2013 el papa Francisco firmó el decreto que autorizó la canonización de Juan XXIII y Juan Pablo II. El 30 de septiembre del mismo año, se anunció la ceremonia conjunta de canonización de ambos papas, que tuvo lugar el 27 de abril de 2014.

## Controversias

### Supuesta filiación masónica
El libro Introducción a la Francmasonería de Jaime Ayala Ponce (publicado en México) se afirmaba que Angello Roncalli, cuando era nuncio apostólico en Turquía, había sido iniciado en una logia masónica. Basaba dicha afirmación en otro texto, escrito por Pier Carpi con el nombre de Las profecías del Papa Juan XXIII, donde afirmaba que había sido Rosacruz. Pese a que Ayala Ponce le adjudicaba a Carpi el hacer una “investigación seria”, aunque únicamente realizó una obra periodísticamente débil sin ninguna prueba documental seria. Este bulo sería repetido por Piers Compton en su libro "The Broken Cross:The Hidden Hand In The Vatican". Hay otras afirmaciones contradictorias, como quienes afirman que fue miembro del Priorato de Sion, o lo afirmado por el profesor mexicano Alfonso Sierra adjudicándose haber encontrado una copia de una supuesta acta de iniciación de Roncalli en una Logia de París. Sin embargo, las logias masónicas consideran que es un misterio su pertenencia a la masonería.
Además, según informó Jean Guitton (académico francés y observador del Concilio Vaticano II), Angelo Roncalli le mencionó que las "cinco heridas del Crucifijo hoy" se encontraban en el imperialismo, el marxismo, la democracia progresista, la Masonería y el secularismo.

## Películas acerca de su vida
- Juan XXIII, el papa de la paz. (2002), interpretada por Massimo Ghini y Edward Asner.
- El Papa Bueno (2003), interpretada por Fabrizio Vidale y Bob Hoskins.